# تجربة قطرة القار
تجربة قطرة القار هي تجربة طويلة المدى تهتم بقياس تدفق قطعة من القار على مدار السنين. القار (أو القطران) هو مادة سائلة عالية اللزوجة تبدو في الحالة العادية على أنها صلبة عادة على شكل الإسفلت. في درجة حرارة الغرفة يجري القار بسرعة بطيئة جدا بحيث تأخذ عدة سنوات لتشكيل قطرة واحدة.
من أشهر التجارب على قياس تدفق القار هي التجربة التي بدأت عام 1927 من قبل البروفيسور توماس بارنيل في جامعة كوينزلاند في أستراليا وذلك للبرهنة لطلابه أنه على الرغم من أن بعض المواد تبدو صلبة، إلا أنها في الواقع سوائل عالية اللزوجة. قام بارنيل بصب قار ساخن في قمع مغلق وأبقاه هناك لمدة ثلاث سنوات. وفي عام 1930 قام بقطع عنق القمع ليسمح للقار بالسيلان. وضع القمع في وعاء زجاجي مفتوح للعرض خارج قاعة المحاضرات. تسقط قطرة من القمع تقريبا كل عشرة أعوام، حيث إن القطرة الثامنة سقطت في 28 نوفمبر 2000 ما أتاح حساب لزوجة القار والتي تبيّن أنها تعادل 230 بليون ضعف لزوجة الماء.
تتم مراقبة التجربة بواسطة كاميرا ويب لكن قطرة عام 2000 لم تُسجل بسبب مشاكل تقنية. يتم عرض التجربة مباشرة للعامّة من مبنى بارنيل في الحرم الجامعي في سانتا لوتشيا في كوينزلاند، ويتحقق الآلاف من مستخدمي الإنترنت من البث المباشر كل عام.

## الخط الزمني

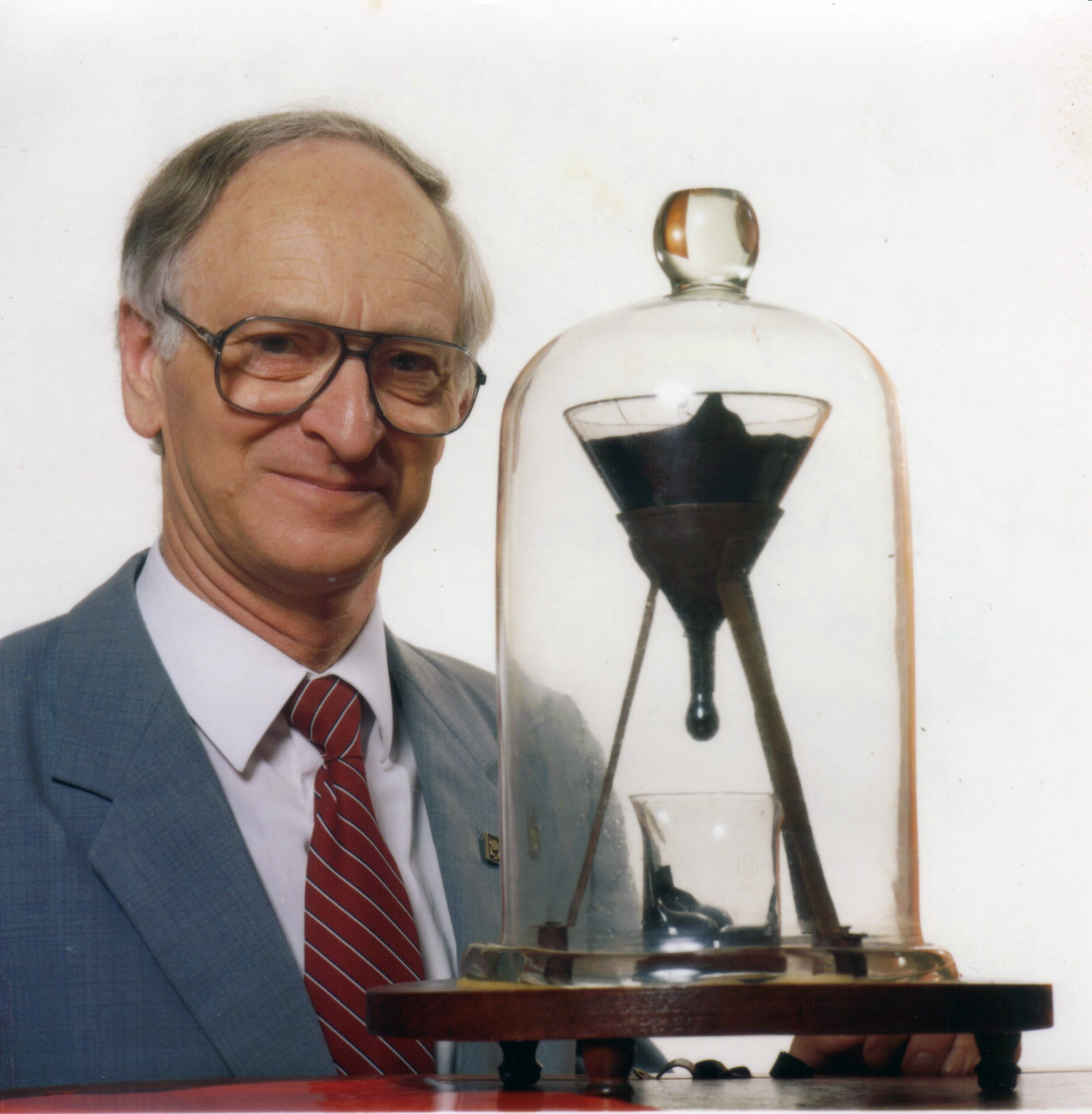
تجربة إسقاط الملعب في جامعة كوينزلاند، والتي تضم الحارس الحالي آنذاك، البروفيسور جون مينستون (تم التقاطها في عام 1990، بعد عامين من القطرة السابعة و 10 سنوات قبل سقوط القطرة الثامنة).

يبين الجدول التالي الخط الزمني للتجربة التي أجريت في جامعة كوينزلاند:
| التاريخ                    | الحدث                   | المدّة    | المدّة   | المدّة |
| التاريخ                    | الحدث                   | بالسنوات | بالأشهر |       |
| -------------------------- | ----------------------- | -------- | ------- | ----- |
| 1927                       | سكب القار الحارّ         |          |         |       |
| أكتوبر (تشرين الأول) 1930  | قطع عنق القمع           |          |         |       |
| ديسمبر (كانون الأول) 1938  | سقوط القطرة الأولى      | 8.1      | 98      | 98    |
| فبراير (شباط) 1947         | سقوط القطرة الثانية     | 8.2      | 99      | 99    |
| أبريل (نيسان) 1954         | سقوط القطرة الثالثة     | 7.2      | 86      | 86    |
| مايو (أيار) 1962           | سقوط القطرة الرابعة     | 8.1      | 97      | 97    |
| أغسطس (آب) 1970            | سقوط القطرة الخامسة     | 8.3      | 99      | 99    |
| أبريل (نيسان) 1979         | سقوط القطرة السادسة     | 8.7      | 104     | 104   |
| تموز (يوليو) 1988          | سقوط القطرة السابعة     | 9.2      | 111     | 111   |
| نوفمبر (تشرين الثاني) 2000 | سقوط القطرة الثامنة [A] | 12.3     | 148     | 148   |
| يوليو (تموز) 2013          | سقوط القطرة التاسعة [B] | 13.4     | 156     | 156   |

A  بعد القطرة السابعة، تم تركيب مكيف للهواء وخفض متوسط درجة الحرارة
B  11 يوليو (تموز) 2013: القطرة التاسعة لامست القطرة الثامنة؛ 24 أبريل (نيسان) 2014:
انفصلت القطرة التاسعة من القمع أثناء عملية تغيير الكوب.

## تجربة ترينيتي كوليدج دبلن
بدأت تجربة إسقاط القار في كلية الثالوث في أيرلندا في أكتوبر 1944 من قبل زميل مجهول من إرنست والتون الحائز على جائزة نوبل بينما كان في قسم الفيزياء بكلية ترينيتي. تم إعداد هذه التجربة، مثل تلك التي أجريت في جامعة كوينزلاند، لإثبات اللزوجة العالية للقار. تم وضع هذه التجربة الفيزيائية على رف في قاعة محاضرات في كلية ترينيتي دون مراقبة لعقود من الزمن حيث كانت تتساقط عدة مرات من القمع إلى جرة الاستقبال أدناه، وتجمع أيضا طبقات من الغبار.
في أبريل 2013، بعد حوالي عقد من الانخفاض السابق في طبقة القطرة، لاحظ الفيزيائيون في كلية ترينيتي أن تقطيرًا آخر كان يتشكل. قاموا بنقل التجربة إلى طاولة لمراقبة وتسجيل القطرات المتساقطة بكاميرا الويب، مما يسمح لجميع الحاضرين بالمشاهدة. قطرت المادة في حوالي الساعة 17:00 بتوقيت ايرلندا في 11 يوليو 2013، وهي المرة الأولى التي يتم فيها تسجيل انخفاض المادة بنجاح على الكاميرا.
بناءً على نتائج هذه التجربة، قدر علماء فيزياء كلية ترينيتي أن لزوجة القار تبلغ حوالي مليوني ضعف لزوجة العسل، أو حوالي 20 مليار ضعف لزوجة الماء.

## وصلات خارجية
- تجربة جامعة كوينزلاند (كاميرا بث مباشرة)
- التجربة في جامعة كوينزلاند - صور النقطة السادسة بعد سقوطها مباشرة (Archive.org)
- تجربة جامعة ترينتي، دبلن (يتوفر أيضاً فيديو للسقوط)